# Шкільний табір

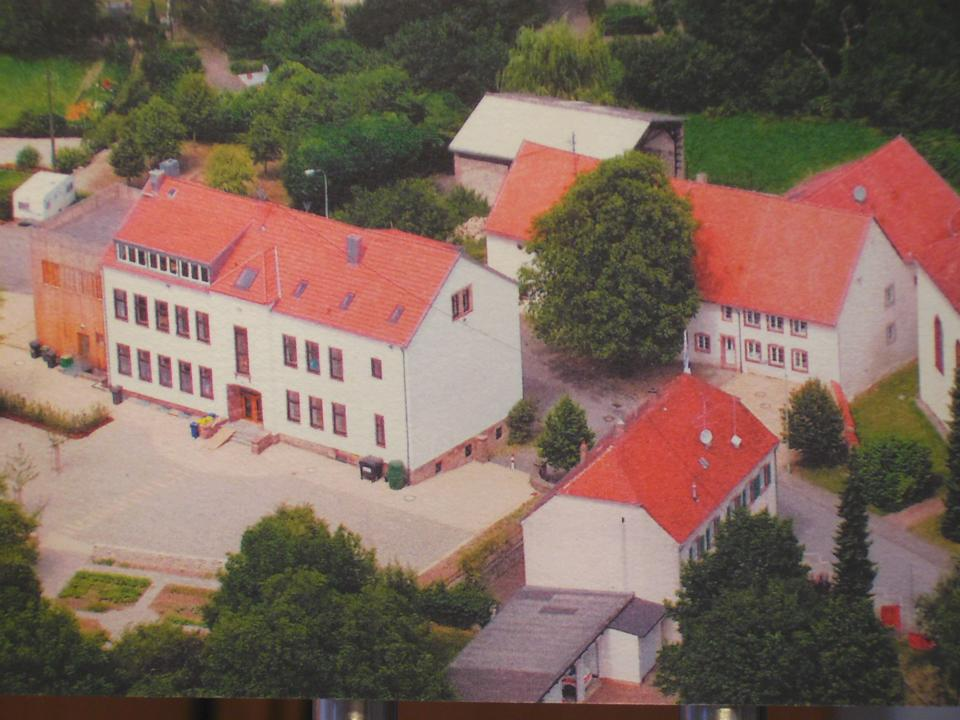
Екологічний шкільний табір будинок Шпона в Герсгайм

Шкільний табір є місцем навчання, яке доповнює школу, де учні та вчителі можуть поглиблено працювати над змістом навчальної програми протягом одного-трьох тижнів у формі тижнів проектів. Шкільні табори — це педагогічні заклади, що доповнюють школу, в яких особливим чином відбувається навчання. Шкільні заміські табори слід відрізняти від заміських шкіл або заміських навчальних будинків, які представляють власні шкільні системи повного робочого дня і зазвичай функціонують як школи-інтернати.